# Chesapeake Bay retriever
Chesapeake Bay Retriever – jedna z ras psów, należąca do grupy psów aportujących, płochaczy i psów dowodnych. Zaklasyfikowana jest do sekcji psów aportujących. Typ wyżłowaty. Podlega próbom pracy.

## Rys historyczny
Pochodzi z rejonu zatoki Chesapeake leżącej na wschodnim wybrzeżu USA. Przodkami rasy była para szczeniąt uratowana z rozbitego statku.

## Wygląd
Szata jest szorstka, krótka, z gęstym wełnianym podszerstkiem. Umaszczenie występuje od żółtobrązowego do ciemnobrązowego, czasami z małym białym znaczeniem na klatce piersiowej.
Kolor czarny oraz albinos jest dyskwalifikujący.

## Użytkowość
Chesapeake Bay Retriever jest psem myśliwskim, ale wspaniale pełni rolę psa towarzyszącego, psa przewodnika, a także używany jest w dogoterapii.

## Zachowanie i charakter
Chesapeake Bay Retrievery są przyjacielskie, inteligentne, posłuszne, czujne i energiczne. Lubią pływać. Stworzone do samodzielnej pracy na odległym terenie poza zasięgiem wzroku przewodnika. Zawsze chętne do pracy, którą wykonują z ogromnym zapałem.
Potrzebują bliskiego kontaktu z rodziną. Wobec obcych powściągliwe. Sprawdzają się w roli psa stróżującego. Bardzo lubią towarzystwo psów, które znają, bywają natomiast niechętne wobec obcych psów co okazują zdystansowaniem a zaczepione potrafią agresywnie zareagować.

## Zdrowie i pielęgnacja
Psy tej rasy potrzebują dużo ruchu. Zdarzają się problemy z dysplazją stawu biodrowego i dziedziczne choroby oczu.
Pielęgnacja sierści u psów wystawowych i niewystawowych tej rasy jest podobna i nie wymaga odpowiednich narzędzi do trymowania, wyczesywania, wystarczy zwykła szczotka do włosów oraz w okresie kiedy pies nie pływa przecieranie oleistego podszerstka wilgotnym ręcznikiem.
Jest kilka miejsc u psów sportowych, gdzie martwy włos ma tendencję do utrzymywania się: przód barków oraz przód przednich i tylnych łap, co łatwo wyeliminować przy regularnym czesaniu psa.
Oczy i uszy wymagają regularnej kontroli i w razie potrzeby delikatnego oczyszczania.